# Choryw
Choryw (starorus. Хоривъ) – zgodnie z Kroniką Nestora imię jednego z legendarnych braci pochodzących z plemienia Polan wschodnich, który wraz z Kijem oraz Szczekiem założył Kijów. Miał także siostrę imieniem Łybedź.
Kronika nie podaje szerszych informacji na temat Chorywa poza tym, iż miał mieszkać na górze nazwanej od jego imienia Chorywicą. Przypuszcza się, iż cała opowieść może być przeróbką armeńskiej legendy o braciach Kuarze, Melteju i Choreanie.